# Happy Tree Friends
Happy Tree Friends je risanka podjetja Nirvana/Geffen. Ustvarili so jo Rhode Montijo, Kenn Navarro, Warren Graff in Aubrey Ankrum. Od nastanka do sedaj je postala internetni fenomen. Na uradni strani piše, da »ni namenjena majhnim otrokom ali velikim dojenčkom«, saj je vsebina kljub ljubkemu videzu karakterjev zelo kruta in skoraj ni epizode brez krvi in smrti. Značilnost risanke je, da karekterji ne govorijo, ampak se samo oglašajo. Kljub temu pa vsakdo razume, kaj želijo povedati. Happy tree friends so nastali po skici Rhoda Montija, na kateri je bil zajček, podoben Cuddlesu, pod katerim je pisalo »Upor je brezupen«. Vsak mesec imajo več kot petnajst milijonov ogledov strani. Do sedaj so ustvarili tri internetne in eno televizijsko sezono epizod.

## Karakterji
Cuddles

Je rumen zajček z rožnatimi lički in vedno nosi copatke z zajčjimi glavicami. Je alergičen na korenček. Od vseh karakterjev najpogosteje umre.
Giggles 

Je rožnata veverica mošnjičarka, za katero je značilno pogosto hihitanje. Njene smrti večinoma niso tako krute kot smrti ostalih.
Toothy 

Je vijoličast bober z naprej štrlečimi zobmi.
Lumpy 

Je moder los, ki ima en rog narobe obrnjen. Je od vseh najbolj neumen in pogosto povzroči smrti ostalih ali celo lastno.
Petunia 

Je modra skunkinja, ki se vede bolj odraslo kot Giggles. Umre na najbolj krute načine od vseh ostalih. Nosi osvežilec okoli vrata in ima rožico na glavi. Žal dobi napade, ko vidi umazanijo (OKM).
Handy 

Je oranžen bober brez sprednjih tac. Je gradbenik in vedno nosi čelado in pas z orodjem. Se hitro razjezi, najpogosteje zato, ker ne more odpreti vrat.
Nutty 

Je zelen veveriček, ki je obseden s sladkarijami. Kose sladkarij ima tudi na kožuhu.
Sniffles 

Je moder mravljičar in je najbolj inteligenten. Je edini karekter, ki ima rilec in v njem zelo dolg jezik. Njegova najlubša poslastica so mravlje, vendar ga te skoraj vedno ubijejo.
Pop

Je svetlo rjav medved, ki se vedno pojavi s svojim sinom Cubom. Je zelo slab oče in Cuba pogosto nehote ubije.
Cub

Je Popov sin, dojenček.
Flaky

Je rdeča ježevka. Se zelo hitro prestraši in se boji piščančkov. Njene bodice pogosto povzročajo težave njej sami in ostalim.
The Mole

Je slep krt, ki ne govori. Zaradi slepote pogosto povzroča katastrofe vsem ostalim, sam pa jo večinoma odnese brez posledic.
Disco bear

Je zlat medved s trajno in rad posluša glasbo iz sedemdestih. Pogosto nadleguje Petunijo in Giggles, ki pa se ne zmenita zanj.
Russell

Je turkizni morski vidrec, ki je oblečen kot pirat. Manjkajo mu oko, sprednja taca in ima samo polovico obeh zadnjih tac.
Lifty & Shifty

Sta zelena rakuna, ki rada ostalim kradeta stvari in se ne morati upreti ropanju. Zanju je značilen smeh, ko dobita ukradeno stvar. Najpogosteje umreta pri poskusu kraje.
Mime 

Je vijoličen srnjak in pantomim. Ne govori in ga ostali težko razumejo.
Cro-Marmot 

Je prazgodovinski svizec, ki se zamrznjen v kocki ledu. Kljub temu mu nekako uspe opraviti stvari, za katere so potrebne roke. Zaradi ledu ne govori.
Flippy 

Je zelen medved, oblečen v vojaško uniformo. Kadar sliši pok ali vidi kri, misli, da je v vojni, in pobije vse okoli sebe.
Splendid 

Je moder leteči veveriček in parodija na Supermana. S svojimi močmi pogosto nehote ubije ostale.